# Bannas
O povo Banna (também conhecido como Banya) é um grupo étnico da Etiópia que habita o Vale do Baixo Omo, principalmente entre os rios Weyto e Omo. Vivem em uma área entre as cidades de Gazer e Dimeka com a área tradicional do Banna sendo dividida em duas regiões rituais, Ailama (que fica em torno de Gazer) e Anno (que vai de Benata a Dimeka). De acordo com o censo de 2007, eles são cerca de 47 000 indivíduos. Eles se engajam principalmente na agricultura e complementam isso com pastoreio, caça e coleta. São principalmente muçulmanos, no entanto, vários milhares são cristãos e têm seu próprio rei.

A maioria dos banna são falantes da variedade banna da língua hamar, embora alguns também falem a língua aari.